# أرليس (مسلسل)
أرليس (بالإنجليزية: Arliss)‏ هو مسلسل تلفزيوني أمريكي يعتمد في أحداثه على كوميديا الموقف وتم عرضه على شبكة هوم بكس أوفيس وتدور قصته حول مدير أعمال الرياضيين وفريق عمله. عرضت أول حلقة في 1996 وآخر حلقة في 2002.

## الشخصيات
| الممثل(ة)    | الشخصية       |
| روبرت ووهل   | أرليس مايكلز  |
| ساندرا أوه   | ريتا وو       |
| جيم تورنر    | كيربي كارليسل |
| مايكل بوتمان | ستانلي بابسون |
| ------------ | ------------- |

## روابط خارجية
- أرليس على موقع IMDb (الإنجليزية)
- أرليس على موقع ميتاكريتيك (الإنجليزية)
- أرليس على موقع روتن توميتوز (الإنجليزية)
- أرليس على موقع فيلمافينيتي (الإسبانية)
- أرليس على موقع كينوبويسك (الروسية)
- أرليس على موقع ألو سيني (الفرنسية)
- أرليس على موقع قاعدة بيانات الفيلم (الإنجليزية)